# Quatuor à cordes de Debussy
Pour les articles homonymes, voir Quatuor à cordes (homonymie).

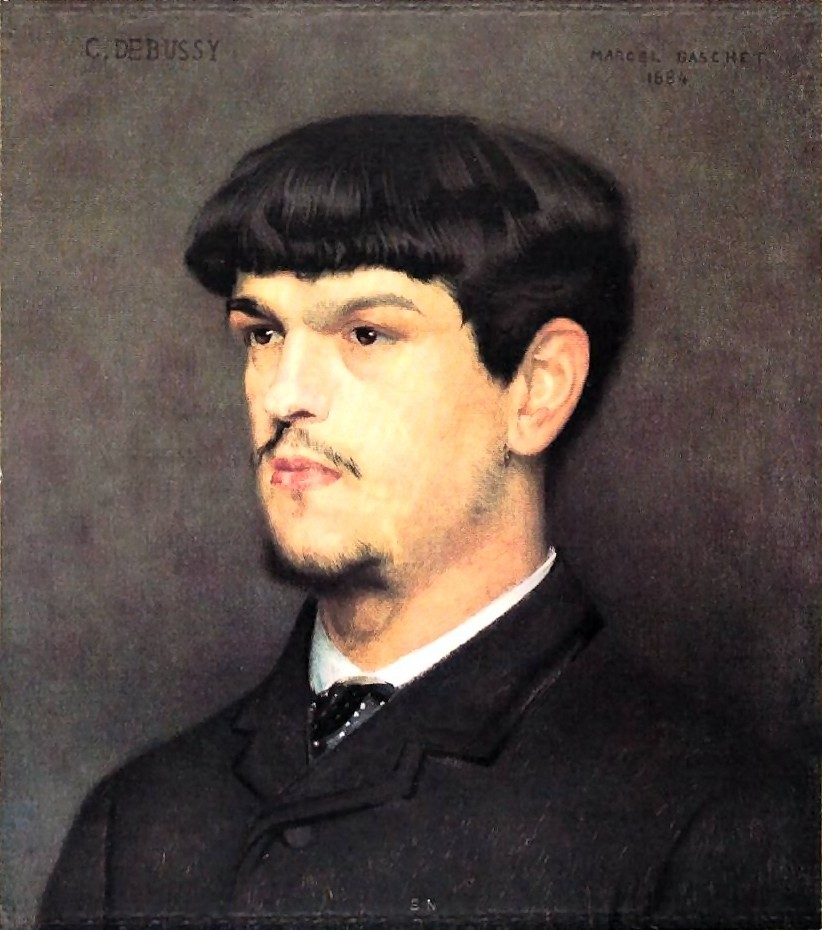
Marcel Baschet : Portrait du compositeur Claude Debussy en 1884, il a 22 ans.

Le Quatuor à cordes en sol mineur de Claude Debussy fut composé en 1893 et créé le 29 décembre 1893 à la salle Pleyel lors d'un concert de la Société nationale de musique consacré à des œuvres écrites pour le violoniste Eugène Ysaÿe. C'est d'ailleurs le Quatuor Ysaÿe (mené par Ysaÿe lui-même) qui l'interprète. 
Il comporte quatre mouvements et sa durée d'exécution est de 25 minutes environ :
1. Animé et très décidé
2. Assez vif et bien rythmé
3. Andantino, doucement expressif
4. Très modéré - Très mouvementé

C'est le seul quatuor écrit par Debussy. Il est aussi à noter que c'est l'une des rares œuvres pour laquelle l'auteur utilise une forme classique.
Il a été écrit en 1892-1893, dans une période où Debussy finissait d’écrire le Prélude à l'après-midi d'un faune et ou il allait débuter l’écriture de Pelléas et Mélisande.
La forme de l’œuvre est cyclique : une même cellule mélodique est réutilisée sous diverses formes dans les quatre parties du quatuor.

## Transcription
- L’Andante a été transcrit pour orgue par Alexandre Guilmant et publié chez Durand en 1911 (OCLC 8995288).